# David Vicente
David Vicente Robles (Zaragoza, 23 de abril de 1999) es un futbolista español que juega como lateral derecho en el Real Murcia C. F. de la Primera Federación. Es gemelo del también futbolista Carlos Vicente.

## Trayectoria
Zaragozano, se unió al fútbol base del Real Zaragoza en 2017 procedente del Stadium Casablanca, renovó el 4 de octubre del mismo año con el club. El 30 de noviembre de 2017, aún sin haber jugado con el filial, debutó en el primer equipo al partir como titular en una derrota por 4-1 frente al Valencia C. F. en Copa del Rey.
El 5 de octubre de 2020 fichó por la Las Palmas Atlético en la Segunda División B. Tras 2 temporadas en el filial, ascendió al primer equipo para disputar la campaña 2022-23 en la Segunda División. Sin embargo, tras hacer la pretemporada, el 11 de agosto de 2022 rescindió su contrato con el club canario. Unas horas más tarde fichó por el Unionistas de Salamanca de la Primera Federación.
El 23 de enero de 2023 fichó por el C. D. Mirandés de la Segunda División de España por lo que quedaba de campaña y una temporada más. Al finalizar el contrato, no renueva y el 27 de julio de 2024 fichó por el Real Murcia C. F. de la Primera Federación.

## Clubes
Actualizado a 2 de junio de 2025
| Club                    | País   | Año       | Partidos | Goles |
| ----------------------- | ------ | --------- | -------- | ----- |
| Deportivo Aragón        | España | 2017-2020 | 51       | 1     |
| Las Palmas Atlético     | España | 2020-2022 | 57       | 1     |
| U. D. Las Palmas        | España | 2022      | 0        | 0     |
| Unionistas de Salamanca | España | 2022-2023 | 17       | 0     |
| C. D. Mirandés          | España | 2023-2024 | 18       | 0     |
| Real Murcia             | España | 2024-     | 39       | 0     |
| Total                   | Total  | Total     | 182      | 2     |